# Hiša odgovornosti
Projekt Hiša odgovornosti (HRB) je nastal v Avstriji, po tem, ko je po vladnem sodelovanju FPÖ (svobodnjaške stranke), pod Jörgom Haiderjem Reinhold Klika zastavil podpisno akcijo Braunau setzt ein Zeichen. Politolog Dr. Andreas Maislinger se je na poziv odzval in predlagal, da bi rojstno hišo Adolfa Hitlerja uredili v hišo odgovornosti. Časopis Braunauer Rundschau je 4. maja 2000 to idejo predstavil.
Prostovoljci iz dežel EU, avstrijski civilniki, nekdanji avstrijski vojaki v inozemstvu naj bi v hiši živeli in sodelovali. Tako naj bi se stalno porajale nove ideje. Nastala naj bi stalna izmenjava idej. Hiša odgovornosti naj bi predstavljala nekaj čisto novega. Razdeljena naj bi bila v tri nadstropja. V pritličju naj bi imela prostor nezaželena dediščina NS dobe in njena obdelava. Prvo nadstropje naj bi bilo namenjeno sedanjosti, ljudje bi tam našli stvarno pomoč, recimo po zunanje avstrijski službi pa tudi po projektih za človekove pravice, za projekte tretjega sveta. V drugem nadstropju naj bi izdelali ideje za bodočnost v miru.
Projekta v sledečih letih niso mogli uresničiti. Ostala je samo ideja prevzeti odgovornost prav v Hitlerjevem rojstnem mestu. Leta 2005 je posestnik hiše v bližini rojstnega kraja Adolfa Hitlerja »Salzburger Vorstadt 5« (prej trgovina Brandmayr) Andreasu Maislingerju ponudil, da projekt uresničijo v njegovi hiši.
Filozofska osnova projekta hiša odgovornosti je delo Princip odgovornosti. Avtor je Hans Jonas, izšla je leta 1979.

## Weblinks
- Haus der Verantwortung
- Österreichischer Gedenkdienst
- Stadt Braunau am Inn

cz:Dům Odpovědnosti